# Asbestopluma hypogea
Asbestopluma hypogea är en svampdjursart som beskrevs av Jean Vacelet och Boury-Esnault 1996. Asbestopluma hypogea ingår i släktet Asbestopluma och familjen Cladorhizidae. Inga underarter finns listade i Catalogue of Life.